# Monobia mochii
Monobia mochii är en stekelart som beskrevs av Giordani Soika 1973. Monobia mochii ingår i släktet Monobia och familjen Eumenidae. Inga underarter finns listade i Catalogue of Life.